# Spaces
Spaces（中文直譯為：空間）是一個蘋果公司 Mac OS X v10.5 Leopard 作業系統中的應用程式，可實現多重虛擬桌面的工具（每個虛擬桌面都被稱為「Spaces」），允許每個使用者擁有多個桌面，可在各桌面執行不同的應用程式。使用者可管理自己所要的空間，如一個桌面工作、一個桌面娛樂，並於其間互相切換Exposé可在Spaces上運作，可讓使用者於螢幕上撇見所有桌面的縮圖。使用者可創造並控制多達16個空間，而且應用程式間可以相互切換，綜合起來產生非常龐大的工作空間。

## 外部連結
- （繁體中文）https://web.archive.org/web/20081216193630/https://www.apple.com/tw/macosx/features/spaces.html
- （简体中文）https://web.archive.org/web/20081208074640/http://apple.com.cn/macosx/features/spaces.html
- （英文）https://web.archive.org/web/20081215205127/http://www.apple.com/macosx/features/spaces.html